# HUBO
HUBO (휴보 KHR-3) è un robot umanoide che cammina, ha una testa montata su un frame bipedale che cammina, sviluppato dal Korea Advanced Institute of Science and Technology (KAIST) e pubblicato il 6 gennaio 2005. Il Prof Jun-Ho Oh, ideatore di HUBO, durante la sessione plenaria dell'ICRA 2012 intitolata Development Outline of the Humanoid Robot: HUBO II, ha dichiarato che il nome Hubo non ha alcun significato.
Hubo ha un riconoscitore vocale, facoltà di sintesi, ed una visione sosfisticata, in cui i due occhi si muovono indipendentemente l'uno dall'altro.